# そのまんま東のバーチャルZ
『そのまんま東のバーチャルZ』（そのまんまひがしのバーチャルゼット）は、テレビ東京系列局ほかで放送されたバラエティ番組（ゲーム番組）。テレビ東京系列局では1993年7月13日から同年9月28日まで、毎週火曜 18:00 - 18:30 (JST) に放送。

## 概要
前番組『そのまんま東のバーチャル情報局』までのメインスポンサーだった日本電気ホームエレクトロニクスが降板したことから改題・リニューアルした。前番組の最終回で司会のそのまんま東が「来週からこの番組、変わります。でも、ひょっとしたらそのまんまかも知れない」と語っていた。
番組の主な内容は「ゾナゾナ」と呼ばれるクイズで、端的に言えばなぞなぞである。前身番組群と同様にゲーム関連の情報を紹介するコーナーも継続されたほか、当時タカラがメインスポンサーに付いたことから、当時同社が発売していた対戦格闘玩具・DWOスクリューボンバーやその他の製品を使ったコーナーもあった。また、当時前身番組群でメインスポンサーを務めていたハドソンも1スポンサーとして残った。日本電気ホームエレクトロニクスがスポンサーから撤退したことから、紹介ゲームの機種の縛りが無くなった。スポンサーは他に日本ビクター（現：JVCケンウッド）なども名を連ねていた。ただし、テレビ東京系列以外のネット局ではスポンサーはハドソンのみという局もあった。
1988年10月から『さきどり!PC遊び塾』の放送開始以来テレビ東京の火曜18時台前半枠で放送されてきたゲーム番組シリーズは、この番組の最終回をもって5年にわたる放送を終了した。その後は、それまで18時台後半枠で放送されていたテレビアニメ『疾風!アイアンリーガー』が30分繰り上がってアニメ枠となり、空いた後半枠では替わってサンリオ提供の子供向け番組『大好き!ハローキティ』がスタートした。

## コーナー

### ゾナゾナのコーナー
そのまんま東のゾナゾナ（コーナータイトル無し）
オープニングの直後やCM明けに行われていたコーナー。タキシードスーツ姿の東が真っ白な背景の真ん中に立ってゾナゾナを出題。正解とその理由を発表した後の白けた空気が特徴的。エンディングの直前にも行われ、正解発表は無しで、視聴者からその答えを書いたハガキを募っていた。正解者には抽選でDWOスクリューボンバーをプレゼントしていた。
そんな隊
ランニングシャツ姿の謎の集団「そんな隊」(サンダーくん、ガッパくん、へらちょんぺ、元祖くん(ヒーロー伊藤)が、両手を前後に回し「そんなぁ、そんなぁ」と連呼しながらゾナゾナを出題する。正解とその理由を説明した後も同様に、全員で「そんなぁ、そんなぁ」を連呼しつつコーナーは終了する。背景は上記の東によるコーナーと同様に、やはり一面真っ白だった。「そんな隊」は東のコーナーにも乱入したことがあり、その回では前番組でリポーターを務めていた子役の「サーシャ」が一員として参加していた。
ハッピーかい
青空の映像を背景に、胸元にスイカの絵と「すかい」という文字が書かれたTシャツを着た芸人・へらちょんぺが担当。彼がギターを持ちながらゾナゾナを出題する。へらちょんぺのコーナー中の一人称は「おにいさん」。
ゾナゾナ戦士プリプリン
美少女戦士アニメ風のコーナー。花島優子が声を演じるプリプリンが難波圭一演じる悪役にゾナゾナを出題して懲らしめる。このコーナーで使われていた映像は静止画像かそれを若干加工したもので、大半がほぼ毎回使い回しだった。PCエンジンのビジュアルシーンに見立てた解像度だった。
Call Me Jenny
タカラの女児向け玩具・ジェニーを用いた人形劇ゴッコ風のコーナー。花島が演じるジェニーや女友達が、難波演じる男友達にゾナゾナを出すパターンが多い。
青春くん
『卒業』のテーマに乗って制服姿の若者「青春くん」が海に向かってゾナゾナを叫び、委員長の井上麻美が正解を語りかけるコーナー。正解を聞いた後、青春くんが嘆きの叫び声を上げて終わる。最終回では、明らかに答えとして成立していないゾナゾナの正解を聞かされて感極まった青春くんに、委員長が押し倒される。その際「好きな女の子だからって、いきなりやっちゃダメだよ」とテロップが入った。
他にもドラマ仕立てのものなど、定例のゾナゾナのコーナーがあった。みつまJAPAN'（当時は「みつまJAPAN」）が出演していたものもある。

### その他のコーナー
DWOスクリューボンバーのコーナー
中CMの直前に行われていたコーナー。渡辺浩弐がタカラの広報担当者とともにスクリューボンバーの遊び方や必勝法を紹介していた。
ソフトチェックっす
後CMの直前に行われていたコーナー。渡辺と花島が担当し、新作のゲームソフトを各スポンサーの作品を中心に紹介した。PCエンジンのソフトのほかに、スーパーファミコンやメガドライブのソフトも紹介していた。